# Brian Kolodziej
Brian Joseph Kolodziej est un acteur américain né le 21 juillet 1978. Il est originaire de Clinton Township, Michigan (États-Unis). Il a passé son diplôme, comme sa petite amie, à la Chippewa Valley High School en 1997 et, 5 ans après, il est parti vivre en Californie pour se lancer dans le cinéma. Il a joué dans des comédies, des films dramatiques, d'horreurs ou encore des romances (films d'adolescents). En 2004, il décroche un rôle dans le film The Girl Next Door réalisé par Luke Greenfield, où il joue le rôle de Derek, aux côtés de l'actrice Elisha Cuthbert.

## Filmographie
- 2007 : Des zombies dans l'avion : Peter
- 2006 : Torture : Brian
- 2006 : Gay Robot (TV) : Marty
- 2004 : Grounded For Life (TV, saison 4, épisode 28) : Cory
- 2004 : Mes plus belles années (TV, saison 2, épisode 16) : Andy Brewer
- 2004 : The Girl Next Door : Derek
- 2003 : Malibu Spring Break : Jeff